# Claude Moët
Claude Moët, född 1683 död 1760, grundare av företaget Moët & Chandon, som är en av världens främsta champagneproducenter.